# Cecilia D'Anastasio
Cecilia D'Anastasio est une journaliste d'investigation spécialisée dans le secteur du jeu vidéo.
À partir de 2016, elle travaille pour le site Kotaku. En août 2018, elle y révèle les affaires de harcèlement sexuel et discrimination de genre chez Riot Games,. Elle reçoit pour cette enquête le Writers Guild of America Award du meilleur article numérique.
En 2020, elle rejoint Wired et est intégrée dans la liste Forbes 30 Under 30 dans la catégorie Médias.
En 2022, elle rejoint Bloomberg News.